# Сборная Литвы по пляжному футболу
Сборная Литвы по пляжному футболу — национальная команда, которая представляет Литву на международных соревновательных дисциплинах по пляжному футболу. Управляется Литовской футбольной федерацией.
По состоянию на октябрь 2024 года Литва в мировом рейтинге пляжного футбола занимает 49 место.

## История
На международном уровне сборная Литвы по пляжному футболу дебютировала в 2008 году в рамках квалификации на чемпионат мира. В своей группе команда под руководством Олега Борисовского заняла третье место, уступив Швейцарии (3:14), Венгрии (2:6), но одержав победу над Австрией (4:2).
В 2010 году Литва стала третьей на Кубке Дружбы в Белоруссии, а Дмитрий Шалковский получил приз лучшего вратаря турнира. После этого литовская команда не выступала в течение шести лет. Возвращение Литвы в пляжный футбол состоялось в 2016 году в рамках отбора на мундиаль 2017 года. На этот раз балтийская сборная заняла последнее место, проиграв Швейцарии (1:16), Греции (1:4) и Нидерландам (2:3).
В 2017 году Литва дебютировала в Евролиге, где заняла предпоследнее место в группе дивизиона «В». Перед этим команда сыграла на белорусском Кубке Дружбы, финишировав на последнем четвёртом месте.
Новым тренером команды в апреле 2019 года стал бывший игрок сборной Азербайджана Сахиб Маммедов. Литва принимала участие в трёх отборах к чемпионату мира 2019, 2021, 2023 года, но каждый раз неудачно. Перед турниром 2023 года литовская команда отправилась на Таити, где провела три товарищеских матча против местной сборной. Все игры завершились по поражениями европейских гостей — 2:5, 3:7 и 4:5.
В дивизионе «В» Евролиги команда впервые одержала победу в 2023 году, обыграв в решающем матче Чехию (3:2). Паулюс Гедрайтис при этом был удостоен награды как лучший игрок турнира. Дебютный турнир Евролиги в дивизионе «А» Литва завершила на последнем месте, проиграв в игре за 7-место место чехам со счётом 1:3.
В отборе на чемпионат мира 2025 года, который состоялся в октябре 2024 года, Литва под руководством тренера Айвараса Мешкиниса сумела преодолеть групповой этап. В 1/16 финала команда должна была встретится с Белоруссией, но футболисты отказалась от матча из-за участия Белоруссии во вторжении России на Украину, после чего покинула турнир.

## Статистика

### Квалификация на чемпионат мира
| Турнир | Результат      | И  | В | В+ | П  | ГЗ | ГП  |
| ------ | -------------- | -- | - | -- | -- | -- | --- |
| 2008   | групповой этап | 3  | 1 | 0  | 2  | 9  | 22  |
| 2017   | групповой этап | 3  | 0 | 0  | 3  | 4  | 23  |
| 2019   | 1/16 финала    | 4  | 1 | 0  | 3  | 7  | 21  |
| 2021   | групповой этап | 2  | 0 | 0  | 2  | 4  | 6   |
| 2023   | 15 место       | 8  | 3 | 1  | 4  | 21 | 26  |
| 2025   | 1/16 финала    | 3  | 1 | 0  | 2  | 10 | 12  |
| Всего  | 6/10           | 23 | 6 | 1  | 16 | 55 | 110 |